# Жан I (герцог Брабанту)
Жан I Переможець (*Jean I le Victorieux, 1252/1253 — 3 травня 1294) — 5-й герцог Брабанту в 1267—1294 роках, 9-й герцог Лімбурга в 1288—1294 роках (як Жан I).

## Життєпис
Походив з Лувенського (Брабантського) дому. Другий син Генріха III, герцога Брабанту, і Аделаїди-Аліси (доньки Гуго IV, герцога Бургундії). Народився у 1252 або 1253 році у місті Левен.
1267 року після того як його старший брат Генріх IV зрікся влади в герцогстві Брабантському і пішов у монастир, успадкував титул герцога.
Вступив в союз із Францією, закріпивши 1270 року власним шлюбом з донькою померлого короля Людовіка IX Святого, і шлюбом у 1274 році французького короля Філіпа III Сміливого зі своєю сестрою Марією. Втім 1271 року дружина Жана I помирає при пологах. У 1273 році оженився вдруге — на доньці графа Фландрського.
У 1276 році Жан I брав участь у поході короля Філіпа III до Кастилії для підтримки прав Альфонсо де Ла Серди проти фактичного кастильського володаря Санчо IV.
У 1283 померла герцогиня Лімбурга Ірменгарда. На її спадок виявилося безліч претендентів. При цьому чоловік Ірменгарди, Рено I Гельдернський, отримав від імператора Рудольфа I право на довічне володіння феодом дружини і вирішив зберегти його за собою. В результаті розгорілася Війна за Лімбурзький спадок. В неї втрутився Жан I, який викупив права на Лімбург у графа Адольфа VII Берзького. Водночас уклав політичні та економічні договори з магістратами впливових міст Аахена, Кельна і Льєжа. В результаті домігся нейтралітету льєзького єпископа Жана IV Фландрського.
У 1285 році герцог Брабанту брав участь в Арагонському хрестовому поході проти короля Педро III.
Втім головним завданням було підкорення Лімбурзького герцогства. Його головним противником виступив Зігфрид II Вестербурзький, архієпископ Кельна, що об'єднався в 1288 році з Рено I Гельдернським і Гі де Дамп'єром, графом Фландрії. Натомість герцог Брабанту уклав союз з графствами Голландія, Юліх і Берг. Після цього спровокував повстання в Кельні проти архієпископа Зигфріда. Лише слідом за цим Жан I на чолі брабантських, клевських, юліхських, льєзьких загонів почав похід проти Кельнського архієпископа. Невдовзі до нього приєдналися кельнські городяни і селяни Берзького графства. 5 червня 1288 року відбулася вирішальна битва біля замку Воррінген, в якій перемогу здобув герцог Брабанту. Архієпископ Зігфрід і Рено Гельдернський потрапили в полон, Генріх VI, граф Люксембургу, загинув разом з братами. В результаті Жан I став герцогом Лімбургу. Невдовзі остаточно ліквідував самостійний статус цього герцогства, приєднавши його до Брабанту. Рено I Гельдернський 15 жовтня 1289 року був змушений відмовитися від прав на Лімбург.
Завоювання Лімбурга збільшило економічну та політичну міць Брабанта, оскільки герцог володів землями вдовж усієї течії річки Маас, де проходив торговий шлях з Німеччини до Нідерландів. В регультаті Брабант перетворився на регіонального лідера.
За посередництва короля Франції замирився з Гі де Дамп'єром, а також уклав мир з Люксембургом, видавши в 1292 року заміж за нового графа Генріха VII свою доньку Маргариту. Також Жан I зблизився з Англією, влаштувавши 1290 року шлюб свого сина з донькою короля Едуарда I.
1292 року викупив в німецького короля Адольфа I посаду рейхшфлегера (на кшталт заступника короля) на Нижньому Рейні. Внаслідок цього здобув фактичну незалежність від Священної Римської імперії.
Жана I (місцевим варіантом латини — Johannes Primus) вважають прототипом легендарного князя (або короля) Гамбрінуса. Герцог і справді сприяв розвитку пивоваріння у своїх володіннях. Подейкували, що він і сам таємно приєднався до гільдії броварів, а майстри тримали в себе його портрет як талісман.
1294 року Жан I зазнав поранень від лицаря Перрарта де Боффремона на турнірі в Бар-ле-Дюк, що проводився на честь одруження Генріха III, графа Бара, і Елеонори, доньки короля Едуарда I. Від них невдовзі помер. Поховано у францисканській церкві Брюсселя.

## Броварство
Сприяв розвитку пивоваріння у своїх володіннях. За легендою Жан I таємно приєднався до гільдії броварів, а майстри тримали в себе його портрет як талісман. Вважається одним з прототипів легендарного короля Гамбрінуса.

## Родина
1. Дружина — Маргарита, донька Людовіка IX Святого
Діти:
- син (1271)

2. Дружина — Маргарита, донька Гі де Дамп'єра, графа Фландрії
Діти:
- Готфрід (1273—1283)
- Жан (1275—1312), герцог Брабанту
- Маргарита (1276—1311), дружина Генріха VII, імператора Священної Римської імперії
- Марія (1278—1340), дружина Амадея V, графа Савойї

- 5 бастардів